# Udo Steinbach

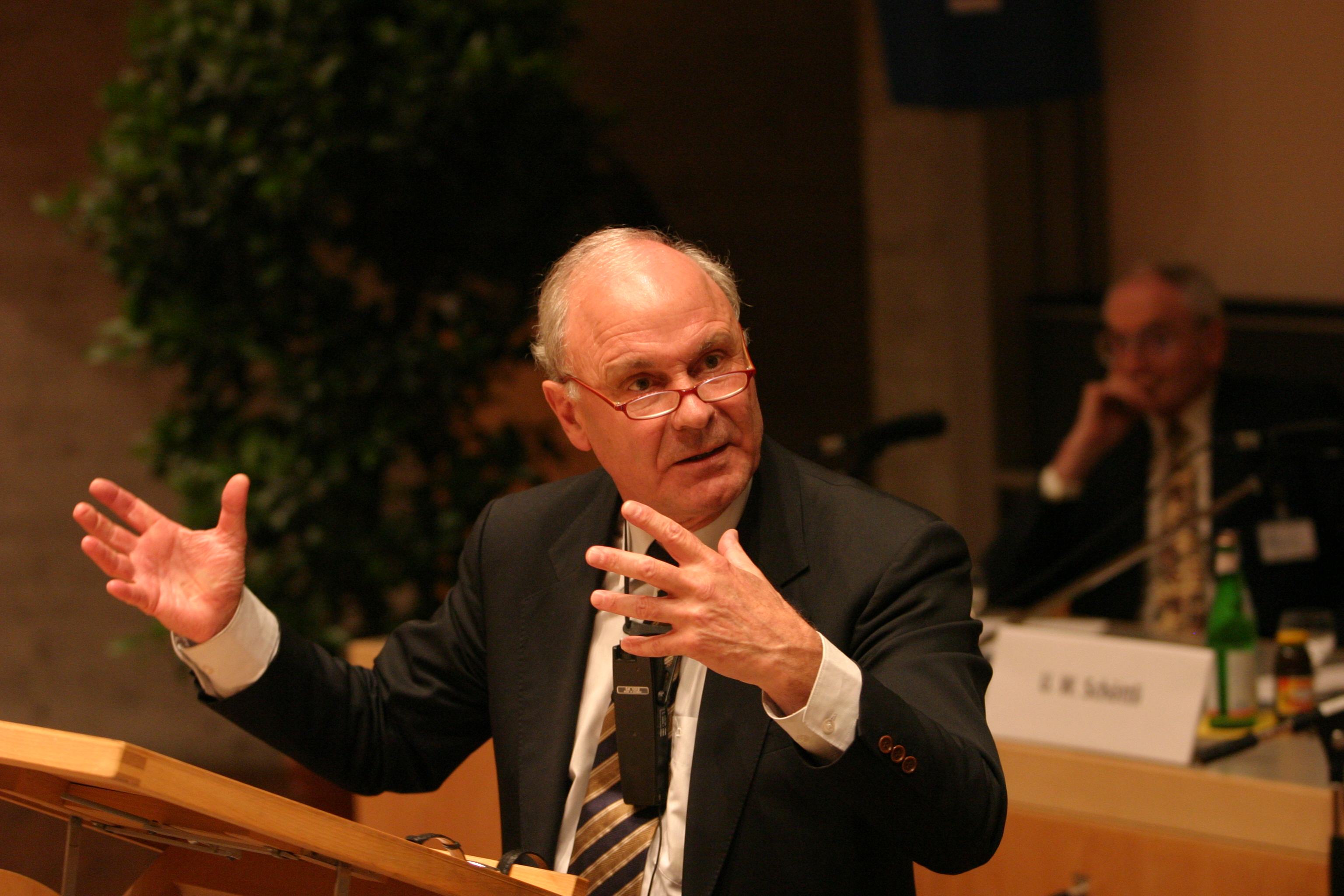
Udo Steinbach (2004)

Udo Steinbach (* 30. Mai 1943 in Pethau, Landkreis Zittau; † 2. August 2025) war ein deutscher Islamwissenschaftler und Hochschullehrer. Von 1976 bis 2007 leitete er das Deutsche Orient-Institut.

## Leben
Steinbach wurde 1949 in Cunewalde bei Bautzen eingeschult, 1954 übersiedelte er mit seiner Familie nach Westdeutschland. Dort machte er am humanistischen Görres-Gymnasium in Düsseldorf Abitur. Von 1963 bis 1965 absolvierte er eine Ausbildung zum Reserveoffizier und war in der Attaché-Reserve zuletzt als Oberst d. R. an der Botschaft der Bundesrepublik Deutschland in Almaty (Kasachstan) eingesetzt. Von 1965 bis 1970 absolvierte er ein Studium der Orientalistik (d. h. Sprachen, Geschichte, Religion sowie Kultur- und Literaturgeschichte des arabisch-, persisch- und türkischsprachigen Raumes) sowie der Klassischen Philologie an den Universitäten Freiburg im Breisgau und Basel. Mit einer Arbeit über den arabischen Volksroman Dhat al-Himma promovierte er 1970 bei Hans Robert Roemer in Freiburg zum Dr. phil.
Von 1971 bis 1975 war er Leiter des Nahostreferats bei der Stiftung Wissenschaft und Politik (SWP) in Schäftlarn-Ebenhausen bei München, einem der Bundesregierung nahestehenden Forschungsinstitut. 1975 leitete Steinbach die türkische Redaktion der Deutschen Welle. Von 1976 bis Februar 2007 war er Direktor des Deutschen Orient-Instituts (DOI). Seit 1991 war er außerdem Honorarprofessor an der Universität Hamburg. Er war 1993 Mitbegründer der Deutschen Arbeitsgemeinschaft Vorderer Orient für gegenwartsbezogene Forschung und Dokumentation (DAVO) und war viele Jahre ihr Vorsitzender.
Die Leibniz-Gemeinschaft empfahl 2004, die vier Übersee-Institute in Hamburg, einschließlich des DOI, zum German Institute of Global and Area Studies (GIGA) zu fusionieren. Der Trägerverein des DOI (Nah- und Mittelost-Verein, NUMOV) stimmte dem jedoch nicht zu. Steinbach schied daraufhin beim DOI aus und wurde im Februar 2007 Gründungsdirektor des GIGA-Instituts für Nahoststudien. Auf Betreiben der Deutschen Orient-Stiftung als Eigentümerin wurden das Orient-Institut und die zugehörige Forschungsbibliothek anschließend von Hamburg nach Berlin verlegt, während die Mitarbeiter des Instituts vom GIGA übernommen wurden. Zum Jahresende 2007 wurde Steinbach auf eigenen Wunsch fünf Monate vor Erreichen der Altersgrenze pensioniert.
Von 2008 bis 2010 lehrte Steinbach am Zentrum für Nah- und Mitteloststudien der Philipps-Universität Marburg. Im Jahr 2009 wurde das Governance Center Middle East/North Africa an der Humboldt-Viadrina School of Governance in Berlin unter Leitung von Steinbach gegründet. Im Sendeformat Entweder Broder - Die Deutschland-Safari in der Folge vom 19. September 2011 mit dem Titel „Guck mal, wer die Welt durchschaut“ wurde Steinbach am Berliner Wannsee von Henryk M. Broder und Hamed Abdel-Samad interviewt. Nach der Insolvenz der Humboldt-Viadrina School of Governance 2014 wurde Steinbach Mitgründer und Gesellschafter des Nachfolgeprojekts Humboldt-Viadrina Governance Platform gGmbH. Von 2019 an war er Leiter des von der Maecenata Stiftung verantworteten MENA Study Centre.
Des Weiteren wirkte er als Berater und Gutachter für zahlreiche öffentliche und private Einrichtungen. Er war Vorstandsmitglied des Deutsch-Aserbaidschanischen Forums, Mitglied des Stiftungskuratoriums der Fridtjof-Nansen-Akademie für politische Bildung im Weiterbildungszentrum Ingelheim und Mitglied des Beirats der Deutsch-Palästinensischen Gesellschaft.
Der Rechtswissenschaftler Armin Steinbach ist der Sohn von Udo Steinbach und seiner Frau Rita.

## Positionen
Neben seiner Tätigkeit als Wissenschaftler widmete er sich vor allem dem „Dialog der Kulturen“ und Konfessionen. Steinbach bezeichnete sich als nicht konfessionell gebunden, sah aber „in der Begegnung mit Frommen – Muslimen, Christen und anderen – eine Bereicherung und eine Chance, aus der Sackgasse des Völlig-ohne-Gott-Lebens herauszukommen“.

Die Wahrnehmung des Islam in der westlichen Welt wird laut Steinbach durch eine unausgewogene Darstellung verzerrt: 

„Die Bilder, die kämpfende und aufgewiegelte Muslime zeigen, sind insbesondere für das Fernsehen besonders ergiebig. Sie schaffen auf unserer Seite das Gefühl der Bedrohung durch den Islam und der Abwehr der Muslime. Demgegenüber sind friedliche Muslime kein Thema der Medien. Gleichwohl sind diese in der Welt zwischen Nordafrika und Indonesien weitaus in der Mehrheit.“

Die dänischen Mohammed-Karikaturen bezeichnete er als „primitiv“ und als „eine gezielte Provokation“.

Im April 2012 stellte er sich hinter das umstrittene israelkritische Gedicht Was gesagt werden muss von Günter Grass: 

„Günter Grass’ Gedicht ist ein großartiger Beitrag dazu, um einen Krieg herumzukommen, der schon programmiert erscheint. […] Diese Argumente wurden von vielen Seiten vorgetragen, aber bisher hatte niemand von uns den Einfluss, um die zwingend notwendige Diskussion auszulösen. Günter Grass ist mit seiner Autorität besser dazu geeignet.“

## Kritik
Das Simon Wiesenthal Center forderte nach der Veröffentlichung eines Artikels auf Juedische.at, in dem Steinbach vorgeworfen wurde, Selbstmordattentäter mit Kämpfern im Warschauer Ghetto gleichgesetzt zu haben, 2004 Steinbachs Rücktritt als Institutsleiter. Er selbst äußerte sich in der Stellungnahme zum offenen Brief, hagalil.com vom 14. Mai 2004 an das Kuratorium des Deutschen Orient-Instituts mit der Aufforderung zum Rücktritt wie folgt dazu:

„Ich verwahre mich ausdrücklich gegen die in der obigen Erklärung wie in anderen früheren Pressemitteilungen geäußerten Unterstellungen, ich hätte bei einem Vortrag in Salzgitter im Januar 2003 ‚palästinensische Selbstmordattentäter mit Kämpfern im Warschauer Ghetto‘ gleichgesetzt. Sätze wie ‚Wenn die einen Terroristen sind, dann müssen auch die anderen Terroristen gewesen sein‘ u.a. sind von mir weder gesagt noch in der Intention ähnlich geäußert worden.
Die in der obigen Erklärung zitierten Sätze sind aus dem Zusammenhang gerissen und geben nicht die Logik und den Duktus meines Vortrages wieder. Die Intention meines Vortrages wird damit grob verfälscht.“

Zum Ende von Steinbachs Amtszeit beim Deutschen Orient-Institut kam es zu einer Kontroverse um mehr als 3000 Gerichtsgutachten, die ein von Steinbach beauftragter Rechtsanwalt seit 1994 für Asylverfahren erstellt hatte. Zum einen wurde die Qualifikation des auf Medizinrecht spezialisierten Juristen anhand mehrerer nachgewiesener sachlicher Fehler in Frage gestellt, u. a. vom Verein Pro Asyl. Außerdem bemängelte die Leiterin des Trägervereins des Orient-Instituts (Nah- und Mittelost-Verein), dass Steinbach sie pflichtwidrig nicht über die Gutachter-Tätigkeit im Auftrag des Instituts informiert hatte.

## Veröffentlichungen (Auswahl)
- Die arabische Welt im 20. Jahrhundert. Aufbruch – Umbruch – Perspektiven.  Kohlhammer, Stuttgart 2016, ISBN 978-3-17-032541-8.
- Die Türkei im 20. Jahrhundert. Schwieriger Partner Europas. Bergisch Gladbach 1996, ISBN 3-7857-0828-9.
- Zusammen mit Nils Feindt-Riggers: Islamische Organisationen in Deutschland. Eine aktuelle Bestandsaufnahme und Analyse. Deutsches Orient-Institut, Hamburg 1997.
- Zusammen mit Rémy Leveau und Franck Mermier: Le Yémen contemporain. Paris 1999.
- Die Türkei. – Informationen zur Politischen Bildung (Bonn) Nr. 277 (2002) 4, S. 3–53.
- German Foreign Policy and the Middle East: In Quest of a Concept. In: Goren, Haim (Hrsg.): Germany and the Middle East. Past, Present and Future, Jerusalem 2003, S. 85–113.
- Eine neue Ordnung im Nahen Osten – Chance oder Chimäre? In: Aus Politik und Zeitgeschichte, B 24-25/2003, S. 3–7.
- Die islamische Welt und der internationale Terrorismus. In: Vorländer, Hans (Hrsg.): Gewalt und die Suche nach weltpolitischer Ordnung, Baden-Baden 2004, S. 42–59.
- Amerikas Scheitern im Irak. Demokratisierung als historischer Prozess. In: Internationale Politik 59 (Mai 2004) 5, S. 113–118.
- Die Türkei und die EU – Die Geschichte richtig lesen. In: Aus Politik und Zeitgeschichte B 33-34/2004, S. 3–5.
- mit Werner Ende (Hrsg.): Der Islam in der Gegenwart. Fünfte Auflage. München 2005.
- Zusammen mit Marie-Carin v. Gumppenberg (Hrsg.): Zentralasien – Geschichte, Politik, Wirtschaft. Ein Lexikon. München 2005.
- Autochthone Christen. Zwischen Verfolgungsdruck und Auswanderung. Deutsches Orient-Institut Hamburg, Mitteilungen, Band 75/2006.
- Geschichte der Türkei C.H. Beck, München 2007, 4. durchgesehene und aktualisierte Auflage, ISBN 3-406-44743-0
- Länderbericht Türkei, BpB, Bonn 2012, ISBN 978-3-8389-0282-1
- Tradition und Erneuerung im Ringen um die Zukunft – Der Nahe Osten seit 1906. Kohlhammer, Stuttgart 2021, ISBN 978-3-17-031338-5.